# ロベール2世 (フランドル伯)
ロベール2世(英:Robert II、1065年ごろ - 1111年10月5日)とは、フランドル伯(在位:1093年 - 1111年)である。第1回十字軍に参加したことからロベール・ド・エルサレム・十字軍戦士ロベールとも知られている。

## 若年期
ロベールはフランドル伯ロベール1世(フリース人伯ロベール)とゲルトルート・フォン・ザクセンの長男として誕生した。父ロベール1世はフランドル家の分家をフランドル支配者に据え置くことを望んでおり、1086年ごろからロベール2世をフランドル統治に関与させ始めた。そして1085年から1091年にかけて、ロベール1世が巡礼を行っていた期間中、ロベール2世は摂政として父に代わってフランドル伯国を統治した。

## 第1回十字軍
1093年にロベール2世はフランドル伯に即位した。そして即位から2年が経った1095年、ローマ教皇ウルバヌス2世の提唱に基づき敢行された第1回十字軍遠征に参加した。ロベール2世は妻のクレメンティア・ド・ブルゴーニュを摂政に任命し、フランドル伯を彼女に任せて聖地に向けて進軍した。ロベールはこの際、親戚のゴドフロワ・ド・ブイヨンやこの遠征のために組織した彼自身の軍団を率いて聖地へ向かった。そしてロベール軍団はコンスタンティノープルを経由し、この地でビザンツ皇帝アレクシオス1世コムネノスに対して忠誠を誓い、また「遠征中に獲得した領土はどのようなものであれビザンツ帝国に返還する」という約定を皇帝と交わした。ロベール2世は父ロベール1世が1080年代に敢行した聖地巡礼の際にアレクシオス帝に仕えていたことがあるという経緯から、彼にとって皇帝に対する忠誠は何の問題でもなかった。しかし彼以外の諸侯らはビザンツ皇帝に対し忠誠を誓うことを嫌がり、結果コンスタンティノープル出立にしばしの遅れが生じた。

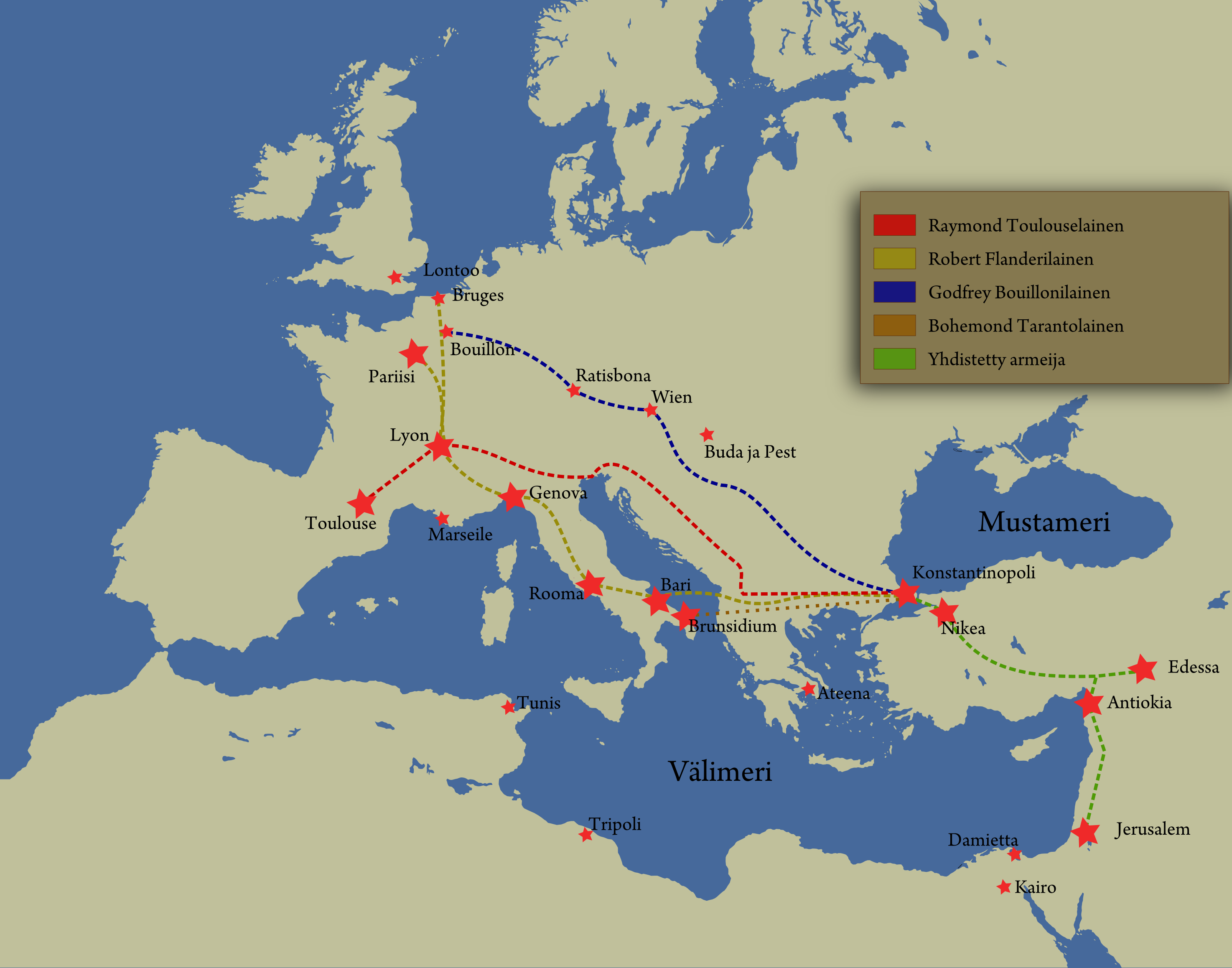
第1回十字軍に参加した諸侯らの進軍経路。ロベール2世がとった経路は黄線で記されている。

ロベール2世はニカイア包囲戦に参加した。そしてこの包囲戦ののち、軍勢は二手に分かれた。ロベールはブロワ伯エティエンヌ2世・ターラント候ボエモン・ロベール短袴公・ビザンツ軍先導隊と共に進軍した。もう一方の軍勢はロベール2世の軍勢の約1日分の進軍距離ほど離れた後方を進軍していた。先陣として行軍していたロベール2世らの軍勢は1097年6月30日にクルチ・アルスラーン1世率いるセルジューク軍に包囲され激しい攻撃を受けた 。翌日、後方を進軍していたトゥールーズ伯レーモン4世・ゴドフロワ・ド・ブイヨン・ヴェルマンドワ伯ユーグ1世率いる軍勢が到着し、ロベール2世らを攻撃していたセルジューク軍の包囲を解いた。そして両軍勢は集結し、ロベール2世とレーモン4世が中央に陣取りセルジューク軍に反転攻勢をかけた。セルジューク軍は敗退し、十字軍は進軍を再開した。
1097年の暮れに十字軍はアンティオキアに到着し、包囲を開始した。アンティオキア包囲は何ヶ月も続いた。12月、ロベールとボエモンは少しの間包囲網から離脱し、食糧調達のために周辺地域を略奪して回ったが、その際にダマスカス領主ドゥカーク率いるアンティオキア救援軍と遭遇し、これを打ち破った。アンティオキアはボエモンの調略によるアルメニア人門衛の裏切りによって最終的に都市城壁は十字軍の手にした。しかしその数日後、アンティオキアはモースル領主ケルボガによって包囲された。1098年6月28日、アンティオキアに籠城していた十字軍は城から打って出て、ケルボガの包囲軍に反撃を敢行した。ロベール2世とユーグ1世は第1陣の6個分隊を率いてムスリム軍に突撃した。ケルボガは城から打って出てきた十字軍の勢いに対抗しきれず敗退し、未だアンティオキア城内の大聖堂に立て籠もり抵抗を続けていたムスリム守備隊も十字軍に降伏した。ロベール2世はボエモン・レーモン・ゴドフロワと共に大聖堂を占拠した。そしてアンティオキアを制圧するや否や、ボエモンはアンティオキアの領有権を主張した。レーモンも同様の主張を繰り広げたが、ロベール2世はボエモンの主張を支持したとされる。
アンティオキア領有をめぐるボエモンとレーモンの口論により十字軍の進軍はさらに遅れた。レーモンはその後アンティオキアを出陣しマアッラト・アン＝ヌウマーンを攻撃し征服したが、ロベール2世はこの包囲戦にも参加した。レーモン4世はロベール2世やその他の諸侯に対して賄賂を贈ることで自身に対する支持を得ようと試みた。この時、ロベール2世はこの際に6000枚ものソリドゥス銀貨を賄賂として提示されたとされる。しかし、レーモン4世の諸侯買収計画は失敗に終わった。そしてレーモン4世は1099年1月にエルサレムに向けて南進を続けたが、ロベールとゴドフロワは2月までアンティオキアに留まった。彼らは進軍途中で行われたアルカ包囲戦の際に再合流した。そして6月、ロベール2世はベアルン副伯ガストン4世と共に先陣部隊を率いてラムラにたどり着いた。その後ロベールはタンクレードと共にサマリア地域に遠征し、来たる聖地の包囲戦に備えて攻城兵器建造用の木材を集めた。7月15日、ついに聖地が十字軍の手に落ちた。エルサレム征服後、エルサレムの統治を巡ってレーモン4世とゴドフロワとの間で争いが生じたが、この時もロベールはレーモン4世を推すことはなく、ゴドフロワを支持した。8月9日、ロベールはレーモンと共にエルサレムから出陣し、エルサレム奪還をもくろんで接近しつつあったアル＝アフダル・シャハンシャー率いるファーティマ軍と対峙した。その後、十字軍とファーティマ軍はアスカロンで激突した。この時ロベールは中央に布陣しムスリム軍と戦った。結果、この戦いでは十字軍が勝利した。しかし、獲得したアスカロンの領有権を巡ってまたもやゴドフロワとレーモンが争った。今回はロベールはゴドフロワを支持すること能わず、最終的にアスカロンは放棄されてしまった。アスカロン征服には至らなかったものの、アスカロンでの勝利はエルサレム王国の体制確立に大いに役立った。
8月末ごろ、ロベール2世はロベール短袴公・レーモン4世と共に母国へ帰還の旅を始めた。帰還途中、彼らはラタキアを制圧し、かつてビザンツ帝国と結んだ取り決めに基づいてラタキアを帝国に返還した。そしてレーモンはその地に留まったが、2人のロベールは母国への帰還の旅を再開し、途中でコンスタンティノープルに立ち寄った。この時アレクシオス帝はロベール達に『帝国に滞在して朕に仕えないか？』と提案したとされるが、彼らは皇帝の提案を断り北フランスに向けて出立した。その後、ロベール2世はアレクシオス帝から授かった「聖ゲオルギオスの腕」と伝わる聖遺物を携えてフランドルに帰還し、アンチン大修道院に安置した。フランドル帰国後、ロベール2世は現在のブルージュ付近に聖アンドレ修道院を建造した。ロベール2世のあだ名ロベール・ド・エルサレムの由来は、生前の彼の十字軍戦士としての活躍と母国に持ち帰った戦利品に依るとされている。

## 後半生

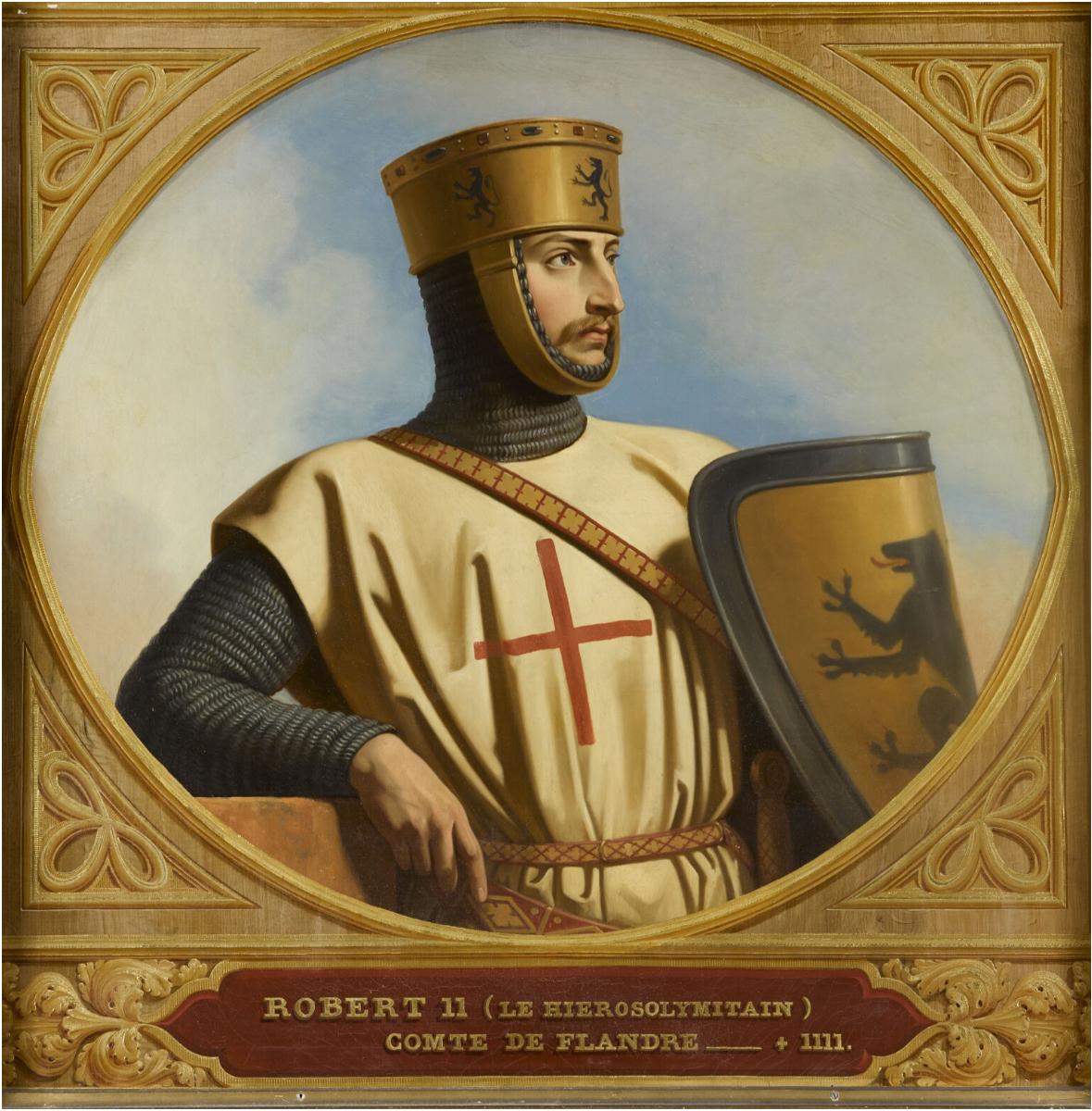
19世紀に描かれたロベール2世の肖像画。(アンリ・ドケーヌ作)

ロベール2世が十字軍遠征に従軍している隙に、神聖ローマ皇帝ハインリヒ4世はフランドルを帝国領土として併合しようと試みるという事件が勃発していた。自領の危機を察知したロベール2世は、神聖ローマ皇帝と彼を支援をするGaulcher司教に対する反乱の真っただ中であったカンブレーのコミューンを支援し、複数の城を攻め落とした。そして1102年、ロベールとハインリヒ4世は講和した。しかし1105年、ハインリヒ4世の後継者である神聖ローマ皇帝ハインリヒ5世が父帝が取り決めたフランドル伯との講和を放棄し、フランドルに向けて軍をすすめた。この際、エノー伯ボードゥアン3世がハインリヒ5世を支援したとされ、ホラント伯からの軍勢がローマ軍に参加していたという。ロベールは帝国の侵略軍をドゥエー郊外で食い止め、ハインリヒ5世と新たな講和条約を締結した。この条件によれば、皇帝はロベールのドゥエー・カンブレーの支配権の主張を承認したとされる。
1103年、ロベールは「フランドルが1000騎の騎兵をイングランドに提供する見返りに、イングランドは年に１度フランドルに対して貢納金を支払う」という条件の下で、イングランド王ヘンリー1世と同盟を締結した。しかしのちにヘンリー王はフランドルへの貢納金の支払いを拒否したことでこの同盟は破綻し、ロベール伯はイングランドに代わり、自身の上級君主であるフランス王ルイ6世と同盟を締結し、ノルマンディーを攻撃した。ヘンリー王と共にフランス王に対し反乱を起こしていたフランス諸侯は王が撤退したことを受けて、ブロワ伯ティボー４世を司令官とする体制を整え反乱を継続した。ロベールはこれを鎮圧するために軍をモー地域まで推し進めた。その後、ロベールは反乱諸侯と戦闘を交わしたが、戦いのさなかに落馬し踏みつけられたことで崩御した。1111年10月5日の出来事であった。

## 家族
ロベール2世は、ローマ教皇カリストゥス2世の姉妹でブルゴーニュ伯ギヨーム1世の娘であるクレメンティア・ド・ブルゴーニュと結婚した。彼らは3人の子供をもうけたが、長男のみが無事に成人した。彼はボードゥアン7世としてロベール2世の後を継いでフランドル伯を継承した。ボードゥアン7世は最後のフランドル家出身のフランドル伯となる。

## 参照
1. 1 2  Runciman 1951, p. 166.
2. ↑  Paul 2012, p. 40.
3. ↑  Nicholas 2013, p. 58.
4. ↑  Kostick 2008, p. 257.
5. ↑  Runciman 1951, p. 186.
6. ↑  Runciman 1951, p. 244-246.
7. ↑  Riley-Smith 2002, p. 151.
8. ↑  Frankopan 2012, p. 257.
9. ↑  Nicholas 1999, p. 118.
10. ↑  Bouchard 1987, p. 146.

## 文献
- Bouchard, Constance Brittain (1987). Sword, Miter, and Cloister:Nobility and Church in Burgundy, 980-1198. Cornell University Press
- Frankopan, Peter (2012). The First Crusade: The Call from the East. Harvard University Press
- Kostick, Conor (2008). The Social Structure of the First Crusade. Brill
- Nicholas, Karen S. (1999). “Countesses as Rulers in Flanders”. Aristocratic Women in Medieval France. University of Pennsylvania Press. ISBN 978-0812200614
- Nicholas, David M (2013). Medieval Flanders. Routledge
- Paul, Nicholas L. (2012). To Follow in Their Footsteps: The Crusades and Family Memory in the High Middle Ages. Cornell University Press. ISBN 978-0801465543
- Runciman, Steven (1951). A History of the Crusades: The First Crusade. I. Cambridge University Press
- Riley-Smith, Jonathan (2002). The First Crusaders, 1095-1131. Cambridge University Press